# Campeonato Brasileiro de Futebol de 2008 - Série A
A Série A do Campeonato Brasileiro de Futebol de 2008 foi a 53.ª edição da principal divisão do futebol brasileiro e teve como campeão o São Paulo Futebol Clube. A disputa ocorreu entre maio e dezembro e manteve regulamento similar ao dos anos anteriores.

## Regulamento
A Série A do Campeonato Brasileiro de 2008 foi disputada por 20 clubes em 2 turnos. Em cada turno, todos os times jogaram entre si uma única vez. Os jogos do primeiro turno foram realizados na mesma ordem no segundo turno, apenas com o mando de campo invertido. Não há campeões por turnos, sendo declarado campeão brasileiro o time que obteve o maior número de pontos após as 38 rodadas, o São Paulo Futebol Clube.

### Critérios de desempate
Caso houvesse empate de pontos entre dois clubes, os critérios de desempates seriam aplicados na seguinte ordem:
1. Número de vitórias
2. Saldo de gols
3. Gols pró
4. Confronto direto

## Histórico

### Início
O início da competição foi marcada com a entrada de equipes reservas por parte de alguns clubes que ainda disputavam a Libertadores e a Copa do Brasil, de forma a poupar os titulares. Um desses clubes foi o Botafogo que, apesar de disputar a primeira partida com a equipe reserva, conquistou um vitória frente ao Sport (2x0), outra equipe que também disputava a Copa do Brasil. O Ipatinga, estreante na Série A, fez a sua primeira partida em casa e saiu derrotado pelo Atlético Paranaense (0x1). O Coritiba, campeão da Série B do ano anterior, foi mais feliz e estreou com uma vitória em casa frente ao Palmeiras (2x0). O atual campeão São Paulo, outro clube que ainda disputava a Libertadores, estreou em casa com uma derrota frente ao tricolor gaúcho (0x1). Mas talvez o destaque da primeira rodada tenha sido o empate de 5 a 5 entre Portuguesa, que voltava à Séria A, e o Figueirense. A equipe paulista chegou a abrir uma vantagem de três gols, mas permitiu a reação da equipe catarinense.
A competição também teve o seu início marcado pelo afastamento de dois árbitros principais, dois quartos árbitros e um assistente. Apesar dos erros cometidos pelos árbitros não terem influenciado o resultado final das partidas, a Comissão Nacional de Arbitragem (CONAF) optou por proceder com a punição de forma a melhorar a qualidade das arbitragem na competição. Todos os punidos ficaram afastados dos jogos da 2.ª rodada.
Na quarta rodada um jogo em especial marcou pela negativa a competição. Náutico e Botafogo jogaram no Estádio dos Aflitos e após ser expulso o jogador André Luis do Botafogo fez gestos obscenos à torcida do Náutico. A polícia interveio e o jogador foi detido por desacato e conduzido à delegacia. Mais tarde o STJD julgou o caso, enquadrando o jogador em quatro artigos e punindo o mesmo com 12 jogos de suspensão. O Botafogo foi condenado a pagar R$ 9 mil por atrasar o reinício da partida. Devido a forma como o jogador foi retirado de campo, sendo levado entre os torcedores do Náutico, o clube pernambucano foi punido com uma multa de R$ 15 mil e com a perda do mando de campo em dois jogos. O jogo foi vencido pelo Náutico por 3x0
Na sexta rodada caíram os dois últimos invictos. Flamengo e Cruzeiro, líderes naquele momento, perderam os seus respectivos jogos. Flamengo 2 x 4 São Paulo e Palmeiras 5 x 2 Cruzeiro. Porém, apesar da perderem a invencibilidade, os dois clubes mantiveram a liderança no fim da rodada.
Nas rodadas seguintes, o clube carioca consolidou a liderança com uma seqüência de vitórias e chegando a estar com 5 pontos de vantagem, enquanto o Grêmio passou a dividir a segunda posição com o Cruzeiro. Nesta fase, no oposto da tabela estava o Fluminense, que nas primeiras rodadas entrou em campo com a equipe reserva para poupar os titulares para a disputa da Libertadores. Como conseqüência, na 9.ª rodada, o tricolor carioca acumulava apenas 3 pontos ganhos, 21 pontos de distância do líder, e nenhuma vitória. A primeira vitória do clube surgiu entretanto na rodada seguinte ao derrotar por 3 x 0 o Atlético Paranaense no Maracanã.
A boa campanha do Flamengo seguiu-se até a 12.ª rodada, quando voltou a ser derrotado, agora pelo Coritiba. Nas sete rodadas seguintes, o rubro-negro carioca somou apenas 2 pontos. A sua torcida não ficou contente com a queda de produção da equipe e decidiu protestar, gerando um confusão durante um treino dos jogadores, onde até uma uma bomba foi atirada no campo. No jogo seguinte a equipe voltou a perder (Goiás 2 x 1 Flamengo), o que levou o Flamengo à 7.ª posição na tabela. O clube só regressou às vitórias na 19.ª rodada, ao vencer por 1 x 0 o Atlético Paranaense no Maracanã. Neste momento a equipe, que chegou a estar na liderança com cinco pontos de vantagem, estava agora em 7.ª a dez pontos do líder.
Com a súbita queda de desempenho do Flamengo, o Grêmio, que estava a cinco pontos da liderança, assumiu a posição e no fim do primeiro turno passou a ser o líder, agora com cinco pontos de avanço em relação ao segundo colocado, Cruzeiro. O clube gaúcho manteve a boa campanha atingindo uma série de 12 jogos sem derrotas. Curiosamente, a série foi quebrada com uma derrota para o Flamengo. Entretanto, esta derrota não foi suficiente para o Grêmio perder a liderança.
Outro clube que também teve um início complicado foi o Santos. Após dez jogos sem vencer, o alvinegro santista voltou às vitórias na 13.º rodada ao vencer o Sport por 1 a 0 na Vila Belmiro. Mas apesar de ainda conseguir uma goleada frente ao Vasco da Gama por 5 x 2 na Vila e de vencer por 1 x 0 o Internacional no Beira-Rio, a equipe voltou a somar duas derrotas em casa, frente ao Coritiba e Atlético Mineiro, e o treinador Cuca, que havia assumido o cargo de Emerson Leão, foi demitido.
O Vasco da Gama, que até a 10.ª rodada estava em 7.º lugar, teve um grande declínio. A equipe foi goleada pelo Santos por 5 x 2 na Vila Belmiro, porém no jogo seguinte goleou o Atlético Mineiro por 6 x 1 em São Januário. No jogo seguinte voltou a ser goleado, agora pelo São Paulo por 4 x 0 no Morumbi. Novamente um jogo em São Januário, mas desta vez o Vasco não atingiu a vitória, perdendo para o Coritiba (0 x 2), o que resultou na demissão do treinador Antônio Lopes. Tita assumiu a equipe, porém a mudança no comendo não alterou o resultado em campo e no primeiro jogo ao comando do novo treinador o Vasco voltou a ser goleado, Vitória 5 x 0 Vasco da Gama.
Em caminho oposto ao seus rivais, o Botafogo, que chegou a estar a dois pontos da zona de rebaixamento ao ser goleado pelo Vitória por 5 a 2 no Barradão, o que culminou na demissão de Geninho, iniciou uma arrancada ao G4. Com a contratação do técnico Ney Franco, o alvinegro carioca reagiu e conseguiu seu primeiro ponto fora de casa ao empatar com o Santos na Vila Belmiro por 2 a 2. A equipe voltou a vencer ao golear o Ipatinga por 4 a 0, no entanto na rodada seguinte voltou a ser derrotado, agora pelo São Paulo no Morumbi. A partir da goleada sobre o Atlético Mineiro por 4 a 0, iniciou uma sequência de 11 partidas sem derrotas, sendo 6 vitórias consecutivas sobre Goiás (2 a 0), Atlético - PR (3 a 0, em plena Arena da Baixada), Figueirense (2 a 1, no Orlando Scarpelli), Palmeiras (1 a 0), Sport (1 a 0 em plena Ilha do Retiro) e Cruzeiro (1 a 0), alcançando o G4 nessa última vitória.
Ao fim do primeiro turno, três clubes campeões ocupavam a zona de rebaixamento (Vasco da Gama (17.º), Santos (18.º) e Fluminense (19.º), sendo a última posição ocupada pelo Ipatinga, que no ano anterior havia disputado a Série B.
Todos os últimos colocados optaram pela mesma solução para tentar contornar a má fase e trocaram de treinador. No caso do Santos, o treinador foi trocado duas vezes. Porém não foram os únicos clubes a mudar o comando da equipe para tentar uma melhor campanha. Abaixo segue a lista de mudança de treinadores.

### A reta final
O Grêmio manteve a vantagem de cinco pontos até a 25.ª rodada quando foi surpreendido no seu estádio com uma derrota para o Goiás. Com a vitória do Palmeiras no Mineirão diante do Cruzeiro, até então o vice-líder e que perdeu a posição exatamente para o Palmeiras, a diferença entre o primeiro e segundo na tabela passou a ser de apenas três pontos. E eram esses os três primeiros colocados da competição, Grêmio, Palmeiras e Cruzeiro. Com Botafogo, Flamengo e São Paulo logo a seguir.
Inclusive, esses foram as equipes, junto com Vitória e Coritiba, indicadas pelo treinador do São Paulo, Muricy Ramalho, como os únicos candidatos ao título por naquela fase da competição já terem atingido os 40 pontos. E foi exatamente após essa declaração que o São Paulo, que nesta fase estava na 5.ª posição com 43 pontos, 6 a menos do líder Palmeiras, subiu de produção conquistando 9 jogos em 10 disputados.
Esta reação do São Paulo fez com que o clube alcançasse a 1.ª posição na 33.ª rodada. A diferença entre São Paulo e Grêmio, agora o 2.º colocado, não era muita. Na 36.ª rodada com a vitória do São Paulo por 2 x 1 em São Januário frente ao Vasco e com a derrota do Grêmio de virada por 4 x 2 para o Vitória fez com que a diferença entre os dois clube aumentasse para 5 pontos. Porém na penúltima rodada o São Paulo, que tinha a oportunidade de conquistar o título, empatou no Morumbi com o Fluminense. Com a vitória do Grêmio por 4 x 1 frente o Ipatinga a definição do campeão foi adiada para a última rodada.
Dia 7 de dezembro, última rodada. Todos os jogos começando à mesma hora. Várias disputas ainda estavam em aberto. São Paulo e Grêmio ainda discutiam o título. Palmeiras, Cruzeiro e Flamengo disputavam a última vaga direta para a Libertadores 2009. E no fim da tabela seis clubes lutavam contra o rebaixamento (Fluminense, Santos, Náutico, Atlético Paranaense, Figueirense e Vasco), tendo já como rebaixados matematicamente Ipatinga e Portuguesa.
Devido a uma punição ao Goiás o jogo contra o São Paulo foi marcado para o estádio Bezerrão. O jogo também ficou marcado por uma suspeita de manipulação do jogo e no dia anterior ao jogo a CBF mudou o árbitro, escolhendo Jailson Macedo Freitas para o lugar de Wagner Tardelli Azevedo. Isso não impediu que surgisse um lance polêmico no jogo. Aos 22 minutos de jogo Borges marcou um gol irregular que foi validado pela equipe de arbitragem. O São Paulo, que na 20.ª rodada, após a derrota para o Grêmio foi dado como fora da briga pelo título até pelos seus próprios jogadores, que começaram a pensar apenas na vaga para a Libertadores. Mas numa impressionante reviravolta o tricolor paulista recuperou-se e no fim conquistou o seu 6.º título, o 3.º seguido.
Na briga pela última vaga para a Libertadores o Cruzeiro saiu vencedor, ficando com a última vaga ao derrotar no Mineirão a já rebaixada Portuguesa (4x1). O Palmeiras, mesmo com a derrota para o Botafogo no Palestra Itália, ficou com a vaga para a pré-Libertadores. O Flamengo, que também lutava por uma vaga na Libertadores terminou a competição em 5.º lugar, ficando com a primeira vaga para a Copa Sul-americana.

### Rebaixamento
Na briga contra o rebaixamento as duas últimas equipes rebaixadas foram Figueirense e Vasco, que juntaram-se aos já rebaixados Portuguesa e Ipatinga. Ambos dependendo de uma combinação de resultados e de ganharem os seus próprios jogos, não conseguiram escapar da despromoção para a série B. Apesar de vencer o Internacional, o Figueirense terminou em 17.º com 44 pontos. Enquanto o Vasco foi derrotado em casa pelo Vitória por 2 x 0, terminando a competição em 18.º com 40 pontos.
Com a queda do Vasco para a série B, o grupo de clubes que disputaram todas as edições do Brasileiro Série A se reduziu para três (Cruzeiro, Flamengo e Internacional). São Paulo e Santos também não foram rebaixados, mas não disputaram a edição de 1979. Foi a primeira vez em 38 edições do Campeonato Brasileiro que o clube carioca, quatro vezes campeão da competição, foi rebaixado.

### Saídas e entradas
Um dos graves problemas dos clubes foi a saída de jogadores importantes para o exterior que acabou por comprometer a campanha de alguns desses clubes.
O primeiro jogador de peso a sair foi Roger que trocou o Grêmio pelo Catar Sports Club e ao longo da competição mais jogadores saíram, como: Marcinho, Souza e Renato Augusto, do Flamengo e Valdívia do Palmeiras.
Por outro lado, outros clubes reforçaram-se, como foi o caso do Internacional que a meio da competição contratou o argentino D'Alessandro e o meia Daniel Carvalho. Também o Santos reforçou-se contratando Fabiano Eller. Roque Júnior, após negociar com Vasco da Gama e Portuguesa, acabou assinando contrato com o Palmeiras no limite da data de inscrições.

### Demissões
Ao longo da competição doze clubes mudaram de treinador, sendo Atlético Paranaense o que mais mudou (quatro vezes). A maioria das mudanças não trouxeram melhorias às equipes e alguns clubes voltaram a mudar o comando pouco mais de um mês depois.

## Equipes participantes
| Equipe              | Cidade         | Estado | Em 2007       | Estádio           | Títulos                                                  |
| ------------------- | -------------- | ------ | ------------- | ----------------- | -------------------------------------------------------- |
| Atlético Mineiro    | Belo Horizonte | MG     | 8.º           | Mineirão          | 2 (1937, 1971)                                           |
| Atlético Paranaense | Curitiba       | PR     | 12.º          | Arena da Baixada  | 1 (2001)                                                 |
| Botafogo            | Rio de Janeiro | RJ     | 9.º           | Engenhão          | 2 (1968(1), 1995)                                        |
| Coritiba            | Curitiba       | PR     | 1.º (Série B) | Couto Pereira     | 1 (1985)                                                 |
| Cruzeiro            | Belo Horizonte | MG     | 5.º           | Mineirão          | 2 (1966, 2003)                                           |
| Figueirense         | Florianópolis  | SC     | 13.º          | Orlando Scarpelli | 0 (não possui)                                           |
| Flamengo            | Rio de Janeiro | RJ     | 3.º           | Maracanã          | 4 (1980, 1982, 1983 e 1992)                              |
| Fluminense          | Rio de Janeiro | RJ     | 4.º           | Maracanã          | 2 (1970, 1984)                                           |
| Goiás               | Goiânia        | GO     | 16.º          | Serra Dourada     | 0 (não possui)                                           |
| Grêmio              | Porto Alegre   | RS     | 6.º           | Olímpico          | 2 (1981 e 1996)                                          |
| Internacional       | Porto Alegre   | RS     | 11.º          | Beira-Rio         | 3 (1975, 1976 e 1979)                                    |
| Ipatinga            | Ipatinga       | MG     | 2.º (Série B) | Ipatingão         | 0 (não possui)                                           |
| Náutico             | Recife         | PE     | 15.º          | Aflitos           | 0 (não possui)                                           |
| Palmeiras           | São Paulo      | SP     | 7.º           | Palestra Itália   | 8 (1960, 1967(1), 1967(2), 1969, 1972, 1973, 1993, 1994) |
| Portuguesa          | São Paulo      | SP     | 3.º (Série B) | Canindé           | 0 (não possui)                                           |
| Santos              | Santos         | SP     | 2.º           | Vila Belmiro      | 8 (1961, 1962, 1963, 1964, 1965, 1968(2), 2002, 2004)    |
| São Paulo           | São Paulo      | SP     | Campeão       | Morumbi           | 5 (1977, 1986, 1991, 2006 e 2007)                        |
| Sport               | Recife         | PE     | 14.º          | Ilha do Retiro    | 1 (1987)                                                 |
| Vasco da Gama       | Rio de Janeiro | RJ     | 10.º          | São Januário      | 4 (1974, 1989, 1997 e 2000)                              |
| Vitória             | Salvador       | BA     | 4.º (Série B) | Barradão          | 0 (não possui)                                           |

## Classificação
| Pos | Equipe              | Pts | J  | V  | E  | D  | GP | GC | SG  |                                            |
| --- | ------------------- | --- | -- | -- | -- | -- | -- | -- | --- | ------------------------------------------ |
| 1   | São Paulo           | 75  | 38 | 21 | 12 | 5  | 66 | 36 | +30 | Segunda fase da Copa Libertadores de 2009  |
| 2   | Grêmio              | 72  | 38 | 21 | 9  | 8  | 59 | 35 | +24 | Segunda fase da Copa Libertadores de 2009  |
| 3   | Cruzeiro            | 67  | 38 | 21 | 4  | 13 | 59 | 44 | +15 | Segunda fase da Copa Libertadores de 2009  |
| 4   | Palmeiras           | 65  | 38 | 19 | 8  | 11 | 55 | 45 | +10 | Primeira fase da Copa Libertadores de 2009 |
| 5   | Flamengo            | 64  | 38 | 18 | 10 | 10 | 67 | 48 | +19 | Copa Sul-Americana de 2009                 |
| 6   | Internacional       | 54  | 38 | 15 | 9  | 14 | 48 | 47 | +1  | Copa Sul-Americana de 2009                 |
| 7   | Botafogo            | 53  | 38 | 15 | 8  | 15 | 51 | 44 | +7  | Copa Sul-Americana de 2009                 |
| 8   | Goiás               | 53  | 38 | 14 | 11 | 13 | 57 | 47 | +10 | Copa Sul-Americana de 2009                 |
| 9   | Coritiba            | 53  | 38 | 14 | 11 | 13 | 55 | 48 | +7  | Copa Sul-Americana de 2009                 |
| 10  | Vitória             | 52  | 38 | 15 | 7  | 16 | 48 | 44 | +4  | Copa Sul-Americana de 2009                 |
| 11  | Sport               | 52  | 38 | 14 | 10 | 14 | 48 | 45 | +3  | Segunda fase da Copa Libertadores de 2009  |
| 12  | Atlético Mineiro    | 48  | 38 | 12 | 12 | 14 | 50 | 61 | −11 | Copa Sul-Americana de 2009                 |
| 13  | Atlético Paranaense | 45  | 38 | 12 | 9  | 17 | 45 | 54 | −9  | Copa Sul-Americana de 2009                 |
| 14  | Fluminense          | 45  | 38 | 11 | 12 | 15 | 49 | 48 | +1  | Copa Sul-Americana de 2009                 |
| 15  | Santos              | 45  | 38 | 11 | 12 | 15 | 44 | 53 | −9  |                                            |
| 16  | Náutico             | 44  | 38 | 11 | 11 | 16 | 44 | 54 | −10 |                                            |
| 17  | Figueirense         | 44  | 38 | 11 | 11 | 16 | 49 | 72 | −23 | Rebaixados à Série B de 2009               |
| 18  | Vasco da Gama       | 40  | 38 | 11 | 7  | 20 | 56 | 72 | −16 | Rebaixados à Série B de 2009               |
| 19  | Portuguesa          | 38  | 38 | 9  | 11 | 18 | 48 | 70 | −22 | Rebaixados à Série B de 2009               |
| 20  | Ipatinga            | 35  | 38 | 9  | 8  | 21 | 37 | 66 | −29 | Rebaixados à Série B de 2009               |

1. 1 2  O Sport teve vaga garantida na Copa Libertadores da América de 2009 por ser campeão da Copa do Brasil de 2008
2. 1 2  O Internacional, por ser campeão da Copa Sul-Americana de 2008, garantiu a vaga na competição do ano seguinte e abriu mais uma vaga para a Copa Sul-Americana de 2009

## Confrontos
Para ler a tabela, a linha horizontal representa os jogos da equipe como mandante. A coluna vertical indica os jogos da equipe como visitante.
|               | ATM | ATP | BOT | CTB | CRU | FIG | FLA | FLU | GOI | GRE | INT | IPA | NAU | PAL | POR | SAN | SPA | SPT | VAS | VIT |
| ------------- | --- | --- | --- | --- | --- | --- | --- | --- | --- | --- | --- | --- | --- | --- | --- | --- | --- | --- | --- | --- |
| Atlético-MG   | —   | 4–0 | 2–1 | 3–2 | 0–2 | 0–0 | 1–1 | 0–0 | 1–1 | 0–4 | 2–2 | 4–2 | 2–1 | 1–1 | 2–0 | 0–0 | 1–1 | 2–1 | 4–1 | 2–1 |
| Atlético-PR   | 1–1 | —   | 0–3 | 1–1 | 1–0 | 0–0 | 5–3 | 1–3 | 5–0 | 0–0 | 1–1 | 5–0 | 2–0 | 1–2 | 2–0 | 1–0 | 1–1 | 1–0 | 3–1 | 2–1 |
| Botafogo      | 4–0 | 2–2 | —   | 2–1 | 1–0 | 1–3 | 0–1 | 1–1 | 2–0 | 2–0 | 1–2 | 4–0 | 1–1 | 1–0 | 0–1 | 0–1 | 1–2 | 2–0 | 1–1 | 3–1 |
| Coritiba      | 2–1 | 1–1 | 0–1 | —   | 1–1 | 3–0 | 1–0 | 2–1 | 1–1 | 0–1 | 4–2 | 1–0 | 0–0 | 2–0 | 4–0 | 5–1 | 2–2 | 3–0 | 0–2 | 0–0 |
| Cruzeiro      | 2–1 | 1–0 | 1–0 | 1–1 | —   | 3–0 | 3–2 | 1–0 | 0–1 | 3–0 | 2–0 | 1–0 | 4–2 | 0–1 | 4–1 | 4–0 | 1–1 | 1–0 | 1–0 | 2–1 |
| Figueirense   | 1–1 | 0–2 | 1–2 | 2–1 | 3–4 | —   | 2–3 | 0–1 | 0–0 | 1–7 | 3–1 | 1–1 | 4–3 | 0–0 | 2–1 | 3–0 | 1–1 | 3–1 | 2–1 | 1–2 |
| Flamengo      | 0–3 | 1–0 | 0–0 | 5–0 | 1–2 | 5–0 | —   | 2–2 | 3–3 | 2–1 | 2–1 | 1–0 | 3–0 | 5–2 | 2–2 | 3–1 | 2–4 | 2–1 | 3–1 | 0–1 |
| Fluminense    | 1–0 | 3–0 | 0–0 | 2–3 | 1–3 | 1–0 | 0–1 | —   | 1–1 | 0–0 | 1–2 | 1–1 | 0–2 | 3–0 | 3–1 | 1–1 | 3–1 | 1–1 | 0–1 | 2–1 |
| Goiás         | 1–1 | 4–0 | 3–1 | 2–2 | 3–0 | 2–0 | 2–1 | 1–0 | —   | 0–3 | 1–1 | 1–1 | 3–0 | 3–2 | 4–0 | 4–1 | 0–1 | 1–2 | 2–4 | 3–0 |
| Grêmio        | 2–0 | 3–0 | 2–1 | 2–1 | 1–0 | 1–1 | 0–0 | 2–1 | 1–2 | —   | 1–1 | 1–0 | 2–0 | 1–1 | 2–1 | 2–0 | 1–0 | 1–0 | 2–1 | 2–0 |
| Internacional | 1–0 | 2–1 | 2–1 | 3–0 | 1–0 | 1–1 | 1–1 | 0–2 | 1–0 | 4–1 | —   | 4–0 | 1–1 | 4–1 | 1–0 | 0–1 | 2–0 | 1–1 | 1–0 | 1–0 |
| Ipatinga      | 3–2 | 0–1 | 0–3 | 2–0 | 2–2 | 0–1 | 1–3 | 2–1 | 1–0 | 1–4 | 1–0 | —   | 0–0 | 1–2 | 4–1 | 1–1 | 1–3 | 3–0 | 3–1 | 2–0 |
| Náutico       | 2–1 | 2–1 | 3–0 | 1–2 | 5–2 | 1–2 | 0–2 | 1–3 | 2–1 | 1–1 | 1–1 | 2–0 | —   | 0–0 | 1–1 | 1–0 | 2–1 | 0–2 | 1–1 | 1–0 |
| Palmeiras     | 3–1 | 1–0 | 0–1 | 1–0 | 5–2 | 1–1 | 1–0 | 3–1 | 1–0 | 0–1 | 2–1 | 2–0 | 2–0 | —   | 4–2 | 4–2 | 2–2 | 0–3 | 2–0 | 3–0 |
| Portuguesa    | 1–1 | 1–0 | 3–1 | 0–0 | 2–1 | 5–5 | 2–2 | 3–1 | 0–0 | 2–0 | 3–1 | 2–0 | 3–2 | 1–1 | —   | 0–0 | 2–3 | 2–2 | 0–1 | 1–2 |
| Santos        | 2–3 | 4–0 | 2–2 | 1–3 | 2–0 | 3–0 | 2–2 | 2–1 | 0–4 | 1–1 | 1–0 | 4–0 | 0–0 | 1–2 | 1–1 | —   | 0–0 | 1–0 | 5–2 | 2–0 |
| São Paulo     | 5–1 | 3–1 | 2–1 | 1–1 | 2–0 | 3–1 | 2–0 | 1–1 | 2–1 | 0–1 | 3–0 | 1–1 | 1–0 | 2–1 | 3–1 | 0–0 | —   | 1–0 | 4–0 | 2–1 |
| Sport         | 3–0 | 1–0 | 0–1 | 4–3 | 1–0 | 5–0 | 1–2 | 2–1 | 2–1 | 2–2 | 1–0 | 3–1 | 2–2 | 2–0 | 2–0 | 1–1 | 0–0 | —   | 2–2 | 0–0 |
| Vasco         | 6–1 | 2–2 | 1–1 | 0–2 | 1–3 | 2–4 | 0–1 | 3–3 | 1–1 | 2–1 | 4–0 | 4–2 | 1–3 | 0–2 | 3–1 | 1–0 | 1–2 | 4–0 | —   | 0–2 |
| Vitória       | 0–1 | 2–1 | 5–2 | 1–0 | 0–2 | 4–0 | 0–0 | 2–2 | 3–0 | 4–2 | 2–1 | 0–0 | 2–0 | 0–0 | 3–1 | 1–0 | 1–3 | 0–0 | 5–0 | —   |

## Desempenho por rodada
Clubes que lideraram o campeonato ao final de cada rodada:
| Rodadas | Rodadas | Rodadas | Rodadas | Rodadas | Rodadas | Rodadas | Rodadas | Rodadas | Rodadas | Rodadas | Rodadas | Rodadas | Rodadas | Rodadas | Rodadas | Rodadas | Rodadas | Rodadas | Rodadas | Rodadas | Rodadas | Rodadas | Rodadas | Rodadas | Rodadas | Rodadas | Rodadas | Rodadas | Rodadas | Rodadas | Rodadas | Rodadas | Rodadas | Rodadas | Rodadas | Rodadas | Rodadas |     |
| ------- | ------- | ------- | ------- | ------- | ------- | ------- | ------- | ------- | ------- | ------- | ------- | ------- | ------- | ------- | ------- | ------- | ------- | ------- | ------- | ------- | ------- | ------- | ------- | ------- | ------- | ------- | ------- | ------- | ------- | ------- | ------- | ------- | ------- | ------- | ------- | ------- | ------- | --- |
| 1       | 2       | 3       | 4       | 5       | 6       | 7       | 8       | 9       | 10      | 11      | 12      | 13      | 14      | 15      | 16      | 17      | 18      | 19      | 20      | 21      | 22      | 23      | 24      | 25      | 26      | 27      | 28      | 29      | 30      | 31      | 32      | 33      | 34      | 35      | 36      | 37      | 38      |     |
| FLA     | NAU     | CRU     | CRU     | FLA     | FLA     | FLA     | FLA     | FLA     | FLA     | FLA     | FLA     | FLA     | GRE     | GRE     | GRE     | GRE     | GRE     | GRE     | GRE     | GRE     | GRE     | GRE     | GRE     | GRE     | GRE     | PAL     | PAL     | GRE     | GRE     | GRE     | GRE     | SPA     | SPA     | SPA     | SPA     | SPA     | SPA     | SPA |

Clubes que ficaram na última posição do campeonato ao final de cada rodada:
| Rodadas | Rodadas | Rodadas | Rodadas | Rodadas | Rodadas | Rodadas | Rodadas | Rodadas | Rodadas | Rodadas | Rodadas | Rodadas | Rodadas | Rodadas | Rodadas | Rodadas | Rodadas | Rodadas | Rodadas | Rodadas | Rodadas | Rodadas | Rodadas | Rodadas | Rodadas | Rodadas | Rodadas | Rodadas | Rodadas | Rodadas | Rodadas | Rodadas | Rodadas | Rodadas | Rodadas | Rodadas | Rodadas |
| ------- | ------- | ------- | ------- | ------- | ------- | ------- | ------- | ------- | ------- | ------- | ------- | ------- | ------- | ------- | ------- | ------- | ------- | ------- | ------- | ------- | ------- | ------- | ------- | ------- | ------- | ------- | ------- | ------- | ------- | ------- | ------- | ------- | ------- | ------- | ------- | ------- | ------- |
| 1       | 2       | 3       | 4       | 5       | 6       | 7       | 8       | 9       | 10      | 11      | 12      | 13      | 14      | 15      | 16      | 17      | 18      | 19      | 20      | 21      | 22      | 23      | 24      | 25      | 26      | 27      | 28      | 29      | 30      | 31      | 32      | 33      | 34      | 35      | 36      | 37      | 38      |
| VIT     | IPA     | IPA     | FLU     | FLU     | FLU     | FLU     | FLU     | FLU     | FLU     | IPA     | IPA     | IPA     | IPA     | IPA     | IPA     | IPA     | IPA     | IPA     | IPA     | IPA     | IPA     | IPA     | IPA     | POR     | IPA     | FLU     | VAS     | IPA     | VAS     | IPA     | IPA     | IPA     | IPA     | IPA     | IPA     | IPA     | IPA     |

## Artilharia
| Gols | Jogador        | Time          |
| ---- | -------------- | ------------- |
| 21   | Keirrison      | Coritiba      |
| 21   | Kléber Pereira | Santos        |
| 21   | Washington     | Fluminense    |
| 19   | Alex Mineiro   | Palmeiras     |
| 18   | Guilherme      | Cruzeiro      |
| 16   | Borges         | São Paulo     |
| 14   | Hugo           | São Paulo     |
| 14   | Nilmar         | Internacional |
| 14   | Paulo Baier    | Goiás         |

### Hat-tricks
| Jogador            | Clube               | Adversário          | Placar | Data           | Ref.   |
| ------------------ | ------------------- | ------------------- | ------ | -------------- | ------ |
| Kléber Pereira     | Santos              | Ipatinga            | 4–0    | 18 de maio     | [ 52 ] |
| Marcinho           | Flamengo            | Figueirense         | 5–0    | 7 de junho     | [ 53 ] |
| Roger              | Grêmio              | Atlético Paranaense | 3–0    | 22 de junho    | [ 54 ] |
| Alex               | Internacional       | Coritiba            | 3–0    | 6 de julho     | [ 55 ] |
| Ramon              | Vitória             | Botafogo            | 5–2    | 9 de julho     | [ 30 ] |
| Edixon Perea       | Grêmio              | Figueirense         | 7–1    | 17 de julho    | [ 56 ] |
| Reinaldo           | Grêmio              | Figueirense         | 7–1    | 17 de julho    | [ 56 ] |
| Kléber Pereira     | Santos              | Vasco da Gama       | 5–2    | 27 de julho    | [ 23 ] |
| Keirrison          | Coritiba            | Santos              | 3–1    | 3 de agosto    | [ 57 ] |
| Washington         | Fluminense          | São Paulo           | 3–1    | 6 de agosto    | [ 58 ] |
| Pedro Oldoni       | Atlético Paranaense | Ipatinga            | 5–0    | 16 de agosto   | [ 59 ] |
| Washington         | Fluminense          | Náutico             | 3–1    | 20 de agosto   | [ 60 ] |
| Washington         | Fluminense          | Atlético Paranaense | 3–1    | 11 de outubro  | [ 61 ] |
| Borges             | São Paulo           | Portuguesa          | 3–2    | 8 de novembro  | [ 62 ] |
| Ibson              | Flamengo            | Palmeiras           | 5–2    | 16 de novembro | [ 63 ] |
| Paulo Baier        | Goiás               | Botafogo            | 3–1    | 16 de novembro | [ 64 ] |
| Wilson             | Sport               | Coritiba            | 4–3    | 7 de dezembro  | [ 65 ] |
| Marcelinho Paraíba | Flamengo            | Atlético Paranaense | 3–5    | 7 de dezembro  | [ 66 ] |

### Poker-tricks
| Jogador   | Clube    | Adversário | Placar | Data           | Ref.   |
| --------- | -------- | ---------- | ------ | -------------- | ------ |
| Keirrison | Coritiba | Santos     | 5–1    | 22 de novembro | [ 67 ] |

## Destaques
- Primeira rodada: O atacante Marcelo Moreno, do Cruzeiro, marca o primeiro gol do Campeonato Brasileiro na partida em que sua equipe derrotou o Vitória por 2 a 0.[68]
- Quarta rodada: O zagueiro André Luís, do Botafogo, após ter sido expulso de campo, foi preso por ter feito gestos obscenos à torcida do Naútico e por ter chutado uma garrafa que teria acertado em um torcedor do time pernambucano. O jogo terminou 3 a 0 para o time dos Aflitos.[69]
- Oitava rodada: O Flamengo venceu o Sport por 2 a 1, pondo fim a invencibilidade do rubro negro pernambucano de 22 jogos na Ilha do Retiro. Com esse resultado, o time carioca atinge a marca de 400 vitórias em Campeonatos Brasileiros e assume, pela primeira vez na história dos pontos corridos, a liderança isolada do Brasileirão.[70]
- Oitava rodada: O Palmeiras venceu o Naútico pelo placar de 2 a 0. Com a vitória manteve um tabu de nunca ter perdido para o timbu no Palestra Itália e, assim como o Flamengo, conseguiu sua vitória de número 400 em Campeonatos Brasileiros.[71]
- Nona rodada: O atacante Dinei do Vitória marcou o gol mais rápido desta edição do Brasileirão, na partida em que seu time venceu a Portuguesa pelo placar de 2 a 1 no Canindé. O gol aconteceu aos 9 segundos de jogo e foi o segundo gol mais rápido da história da competição.[72]
- Nona rodada: O Flamengo venceu o Naútico por 3 a 0 no Maracanã e disparou na liderança da competição, com cinco pontos de vantagem para o segundo colocado. O rubro-negro carioca conseguiu a melhor campanha do primeiro quarto da competição, na história dos pontos corridos, com 22 pontos e 5 de vantagem, superando a marca do Cruzeiro, em 2003, com 21 pontos e 2 a frente do segundo.[73]
- Décima terceira rodada: No jogo que valia a vice-liderança, o Grêmio venceu o Cruzeiro por 1 a 0 no Estádio Olímpico e quebrou um tabu de sete anos sem vencer o Cruzeiro em Campeonatos Brasileiros.[74]
- Décima terceira rodada: O São Paulo vence o Botafogo por 2 a 1 no Morumbi, superando a marca de 1500 gols marcados em Campeonatos Brasileiros. A marca foi atingida no primeiro gol, marcado por Rogério Ceni de pênalti.[75]
- Décima terceira rodada: O Santos, assim como o Flamengo e o Palmeiras, atinge a marca de 400 vitórias em Campeonatos Brasileiros ao vencer o Sport por 1 a 0 na Vila Belmiro. A vitória encerrou também um jejum de 10 jogos sem vitória.[76]
- Décima quarta rodada: O Grêmio vence o Figueirense por 7 a 1 no Estádio Orlando Scarpelli, estabelecendo a maior goleada do campeonato até a data.[56]
- Décima sexta rodada: O Grêmio vence o Coritiba por 1 a 0 no Estádio Couto Pereira e quebra a invencibilidade do time paranaense em casa neste Campeonato Brasileiro.[77]
- Décima nona rodada: O Grêmio conquista o título simbólico do primeiro turno ao vencer o Atlético Mineiro no Mineirão por 4 a 0 quebrando a invencibilidade do Galo em casa na competição. O Tricolor Gaúcho ainda bateu um recorde no Campeonato Brasileiro, terminou o 1.º turno com aproveitamento de 71,9% (o maior na era dos pontos corridos).[78]
- Décima nona rodada: O Botafogo vence o Palmeiras por 1 a 0 no Engenhão, quebrando um tabu palmeirense de 7 anos sem perder para o alvinegro.[79]
- Vigésima terceira rodada: O Palmeiras venceu o Atlético Paranaense por 2-1 com dois gols de Diego Souza e quebrou um tabu de nunca ter vencido o furacão na Arena da Baixada.[80]
- Vigésima quinta rodada: O Palmeiras ganha Cruzeiro no Mineirão por 1 a 0, quebrando um tabu de 34 anos sem ganhar do adversário fora de casa, em campeonatos brasileiros.[81]
- Vigésima sexta rodada: O goleiro Marcos do Palmeiras completou 400 jogos com a camisa do clube, na partida em que seu time venceu o Vasco pelo placar de 2 a 0.[82]
- Vigésima nona rodada: O meia Ramires do Cruzeiro marca o 100.º gol do time no ano, na vitória do time sobre o Ipatinga no Mineirão por 1 a 0.[83]
- Vigésima nona rodada: O Atlético Mineiro vence o Flamengo diante do recorde de público do Brasileiro, 77.387 pagantes, e de quebra quebrou 3 tabus no Maracanã: 1) não vencia no estádio há 10 anos (desde 1999); 2) não vencia o Flamengo há 4 anos, e 3) não vencia o Flamengo jogando no Maracanã há 23 anos.[84]
- Trigésima terceira rodada: O Atlético Mineiro vence o Botafogo no Mineirão por 2 a 1, quebrando tabu de 7 anos sem vencer o time carioca.[85]
- Trigésima sétima rodada: Ipatinga e Portuguesa tornam-se as primeiras equipes matematicamente rebaixadas à Série B em 2009. O Ipatinga após ser goleado pelo Grêmio em casa por 4 a 1,[86] e a Portuguesa com o empate por 2 a 2 contra o Sport em São Paulo.[87] As equipes voltam a segunda divisão após conquistarem o acesso em 2007.
- Trigésima oitava rodada: O São Paulo sagra-se hexacampeão brasileiro, além de ser o primeiro clube a vencer a competição por três vezes consecutivas.[88] Vasco da Gama e Figueirense são rebaixados para a Série B em 2009.[89][90]

## Maiores públicos
| Nº | Público | Mandante         | Placar | Visitante        | Estádio  | Data           |
| -- | ------- | ---------------- | ------ | ---------------- | -------- | -------------- |
| 1  | 77 387  | Flamengo         | 0–3    | Atlético Mineiro | Maracanã | 11 de outubro  |
| 2  | 66 888  | São Paulo        | 1–1    | Fluminense       | Morumbi  | 30 de novembro |
| 3  | 63 611  | Flamengo         | 3–1    | Vasco da Gama    | Maracanã | 13 de julho    |
| 4  | 59 678  | Flamengo         | 5–2    | Palmeiras        | Maracanã | 16 de novembro |
| 5  | 58 518  | São Paulo        | 3–1    | Figueirense      | Morumbi  | 16 de novembro |
| 6  | 58 391  | Atlético Mineiro | 0–0    | Santos           | Mineirão | 30 de novembro |
| 7  | 56 074  | Flamengo         | 2–2    | Fluminense       | Maracanã | 31 de agosto   |
| 8  | 55 228  | Flamengo         | 2–4    | São Paulo        | Maracanã | 14 de junho    |
| 9  | 54 160  | São Paulo        | 3–0    | Internacional    | Morumbi  | 2 de novembro  |
| 10 | 52 884  | Atlético Mineiro | 0–2    | Cruzeiro         | Mineirão | 19 de outubro  |

Fonte: CBF

## Mudança de técnicos
| Clube               | Saiu                           | Entrou                       |
| ------------------- | ------------------------------ | ---------------------------- |
| Atlético Mineiro    | Alexandre Gallo 1 Agosto       | Marcelo Oliveira 3 Agosto    |
| Atlético Mineiro    | Geninho 15 Maio                | Alexandre Gallo 25 Maio      |
| Atlético Paranaense | Ney Franco 20 Maio             | Roberto Fernandes 25 Maio    |
| Atlético Paranaense | Roberto Fernandes 3 Agosto     | Tico dos Santos 1 7 Agosto   |
| Atlético Paranaense | Tico dos Santos 9 Agosto       | Mário Sérgio 16 Agosto       |
| Atlético Paranaense | Mário Sérgio 3 Setembro        | Geninho 13 Setembro          |
| Botafogo            | Cuca 29 Maio                   | Geninho 1 Junho              |
| Botafogo            | Geninho 10 Julho               | Ney Franco 13 Julho          |
| Figueirense         | Alexandre Gallo 18 Maio        | Guilherme Macuglia 24 Maio   |
| Figueirense         | Guilherme Macuglia 24 Junho    | Paulo César Gusmão 29 Junho  |
| Figueirense         | Paulo César Gusmão 15 Setembro | Mário Sérgio 21 Setembro     |
| Figueirense         | Mário Sérgio 16 Novembro       | Pintado 20 Novembro          |
| Fluminense          | Cuca 2 Outubro                 | René Simões 11 Outubro       |
| Fluminense          | Renato Gaúcho 11 Agosto        | Cuca 17 Agosto               |
| Goiás               | Vadão 14 Junho                 | Hélio dos Anjos 22 Junho     |
| Internacional       | Abel Braga 31 Maio             | Tite 8 Junho                 |
| Ipatinga            | Giba 13 Junho                  | Ricardo Drubscky 22 Junho    |
| Ipatinga            | Ricardo Drubscky 21 Agosto     | Márcio Bittencourt 24 Agosto |
| Náutico             | Roberto Fernandes 20 Maio      | Leandro Machado 24 Maio      |
| Náutico             | Leandro Machado 13 Julho       | Pintado 17 Julho             |
| Náutico             | Pintado 7 Agosto               | Roberto Fernandes 10 Agosto  |
| Portuguesa          | Vágner Benazzi 19 Julho        | Valdir Espinosa 24 Julho     |
| Portuguesa          | Valdir Espinosa 21 Agosto      | Estevam Soares 28 Agosto     |
| Santos              | Leão 25 Maio                   | Cuca 1 Junho                 |
| Santos              | Cuca 7 Agosto                  | Márcio Fernandes 10 Agosto   |
| Vasco da Gama       | Antônio Lopes 6 Agosto         | Tita 10 Agosto               |
| Vasco da Gama       | Tita 14 Setembro               | Renato Gaúcho 21 Setembro    |

Nota 1: Assumiu interinamente.
As datas de saída e entrada referem-se às datas do último e primeiro jogo respectivamente válidos pelo Campeonato Brasileiro.

## Premiação
| Campeonato Brasileiro de Futebol de 2008    |
| São Paulo                                   |
| ------------------------------------------- |
| São Paulo Futebol Clube Campeão (6° título) |

### Bola de Prata
| Pos. | Jogador      | Clube         |
| ---- | ------------ | ------------- |
| G    | Rogério Ceni | São Paulo     |
| LD   | Vítor        | Goiás         |
| Z    | André Dias   | São Paulo     |
| Z    | Miranda      | São Paulo     |
| LE   | Juan         | Flamengo      |
| V    | Ramires      | Cruzeiro      |
| V    | Hernanes     | São Paulo     |
| M    | Tcheco       | Grêmio        |
| M    | Wagner       | Cruzeiro      |
| A    | Nilmar       | Internacional |
| A    | Borges       | São Paulo     |